# 2020年東京パラリンピックの難民選手団
2020年東京パラリンピックの難民選手団（2020ねんとうきょうパラリンピックのなんみんせんしゅだん）は、2021年8月24日から9月5日まで日本の東京で開催された2020年東京パラリンピックに出場した難民の選手団である。
前回大会の2016年リオデジャネイロパラリンピックの難民選手団は男性選手のみだったが、今大会では初の女性選手としてアリア・イッサがこん棒投に出場した。また、パラテコンドーのパルフェ・ハキジマナは初の難民キャンプからの出場となった。

## 選手団
| 選手                       | 性別 | 出身国         | 居住国         | 競技           | 種目                    | クラス  | 結果          | 出典        |
| -------------------------- | ---- | -------------- | -------------- | -------------- | ----------------------- | ------- | ------------- | ----------- |
| アッバス・カリミ           | 男   | アフガニスタン | アメリカ合衆国 | パラ競泳       | 50mバタフライ 50m背泳ぎ | S5      | 8位 予選敗退  | [ 3 ] [ 4 ] |
| アリア・イッサ             | 女   | シリア         | ギリシャ       | パラ陸上競技   | こん棒投                | F32     | 8位           | [ 5 ]       |
| アナス・アル・ハリファ     | 男   | シリア         | ドイツ         | パラカヌー     | カヤック ヴァー         | KL1 VL2 | 9位 11位      | [ 6 ] [ 7 ] |
| イブラヒム・アル・フセイン | 男   | シリア         | ギリシャ       | パラ競泳       | 50m自由形 100m平泳ぎ    | S9 SB8  | 予選敗退 失格 | [ 8 ] [ 9 ] |
| パルフェ・ハキジマナ       | 男   | ブルンジ       | ルワンダ       | パラテコンドー | 61kg級                  | K44     | 棄権          | [ 10 ]      |
| シャハラッド・ナサジプール | 男   | イラン         | アメリカ合衆国 | パラ陸上競技   | 円盤投                  | F37     | 8位           | [ 11 ]      |